# تیغک (کالبدشناسی)

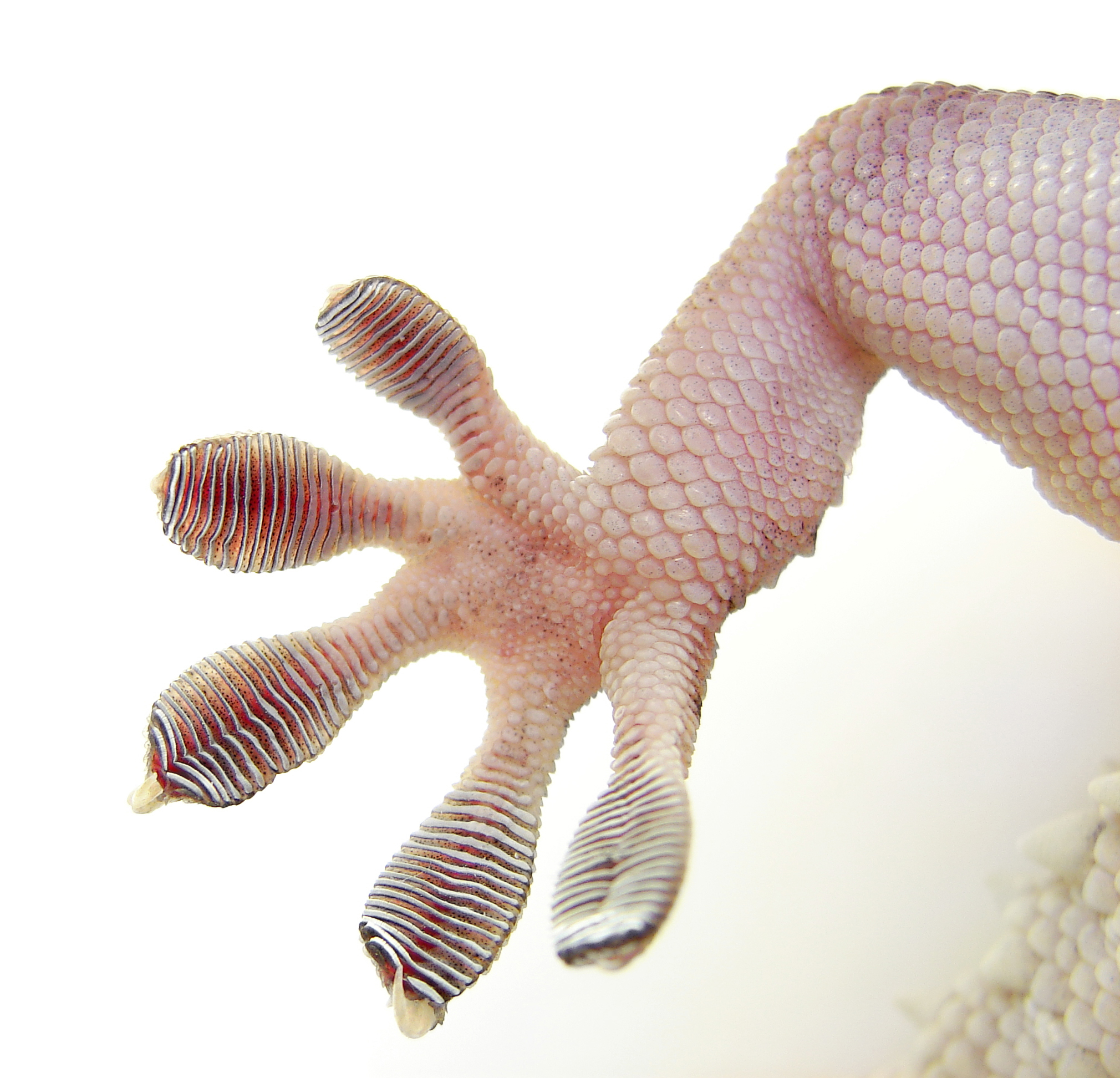
ساختار تیغک در پای یک مارمولک.

تیغک‌ها در کالبدشناسی سطح عبارتند از ساختاری ورقه ای که در تعداد زیاد کنار هم قرار گرفته‌اند و بین آنها فضای خالی است. علاوه بر کاربرد تنفسی در پالوده کردن غذا و کمک به بالا رفتن از سطوح صاف هم کاربرد دارند.
آبشش ماهی یک نمونه تیغک است.